# Bryn Kenney
Bryn J. Kenney (* 1. November 1986 in Long Beach, New York) ist ein professioneller US-amerikanischer Pokerspieler.
Kenney gilt als einer der besten Turnierspieler der Welt. Er hat sich mit Poker bei Live-Turnieren mehr als 65 Millionen US-Dollar erspielt und ist damit der erfolgreichste Pokerspieler nach Turnierpreisgeldern sowie der Rekordgewinner bei Turnieren der PokerStars Championship, dem PokerStars Caribbean Adventure und der Triton Poker Series. Der Amerikaner gewann 2014 ein Bracelet bei der World Series of Poker, 2016 das Super High Roller des PokerStars Caribbean Adventures und 2017 das Super High Roller der European Poker Tour. Anfang 2019 sicherte er sich den Sieg beim Main Event der Aussie Millions Poker Championship sowie im Mai 2019 bei zwei Turnieren der Triton Poker Series. Beim Triton Million for Charity erhielt er im August 2019 das bisher höchste bei einem Pokerturnier ausgeschüttete Preisgeld von mehr als 20 Millionen US-Dollar. Im August 2023 entschied er das Luxon Invitational London für sich. Kenney stand 2017 für 14 Wochen in Serie an der Spitze der Pokerweltrangliste und wurde 2019 als einer der 50 besten Spieler der Pokergeschichte genannt.

## Persönliches
Kenney begann im Alter von 12 Jahren mit dem Sammelkartenspiel Magic: The Gathering und stand mit 14 an der Weltranglistenspitze der Altersklasse U15. Im Jahr 2004 schloss er die High School in seiner Geburtsstadt ab. Er lebt in New York City. Sein jüngerer Bruder Tyler (* 1989) verdient sein Geld ebenfalls als Pokerspieler. Der Amerikaner war mit der Pokerspielerin Ana Márquez liiert.

## Pokerkarriere

### Online
Kenney nutzt auf der Onlinepoker-Plattform PokerStars seinen echten Namen und spielte bei Full Tilt Poker als OneUponaStar. Er gewann 2010 und 2014 jeweils einen Titel bei der Spring Championship of Online Poker und belegte 2013 und 2017 je einen zweiten Platz bei der World Championship of Online Poker. Allein diese vier Ergebnisse brachten ihm Preisgelder von knapp 1,3 Millionen US-Dollar ein. Insgesamt erspielte sich der Amerikaner auf der Plattform bei Sit and Gos und Turnieren Preisgelder von knapp 14,5 Millionen US-Dollar.

### Live

#### 2007–2013: Erste Turniersiege
Kenney erzielte seine erste Geldplatzierung bei einem Live-Turnier Mitte Mai 2007 bei den East Coast Poker Championships in Verona im US-Bundesstaat New York. Ende Oktober 2007 kam er beim Main Event der World Poker Tour in Niagara Falls ins Geld und belegte den mit rund 35.000 Kanadischen Dollar dotierten 31. Platz von 504 Spielern. Im Juni 2008 war der Amerikaner erstmals bei der World Series of Poker (WSOP) im Rio All-Suite Hotel and Casino am Las Vegas Strip erfolgreich und platzierte sich bei einem Turnier der Variante No Limit Hold’em in den Geldrängen. Bei der WSOP 2010 erzielte er vier Geldplatzierungen. Insbesondere aufgrund eines Finaltisches und des Erreichen des siebten Turniertages im Main Event sicherte er sich Preisgelder von mehr als 400.000 US-Dollar. Anfang 2011 erreichte Kenney beim Super-High-Roller-Event des PokerStars Caribbean Adventures (PCA) auf den Bahamas den Finaltisch und beendete das Turnier auf dem dritten Platz, wofür er sein bis dahin höchstes Preisgeld von 643.000 US-Dollar erhielt. Bei der European Poker Tour in Prag gewann er Anfang Dezember 2011 sein erstes Live-Turnier und sicherte sich den Hauptpreis von über 50.000 Euro. Auch bei einem Event der EPT in Barcelona Ende August 2012 sowie beim High Roller der Master Classics of Poker in Amsterdam Mitte November 2013 ging der Amerikaner jeweils als Sieger hervor. Bei der WSOP 2013 kam er fünfmal in die Geldränge und erhielt sein höchstes Preisgeld von knapp 150.000 US-Dollar für den zwölften Rang bei der Poker Player’s Championship.
Insgesamt hatte Kenney bis Jahresende 2013 Turniergewinne von knapp 3,5 Millionen US-Dollar aufzuweisen.

#### 2014–2016: Bracelet und Sieg beim PCA Super High Roller

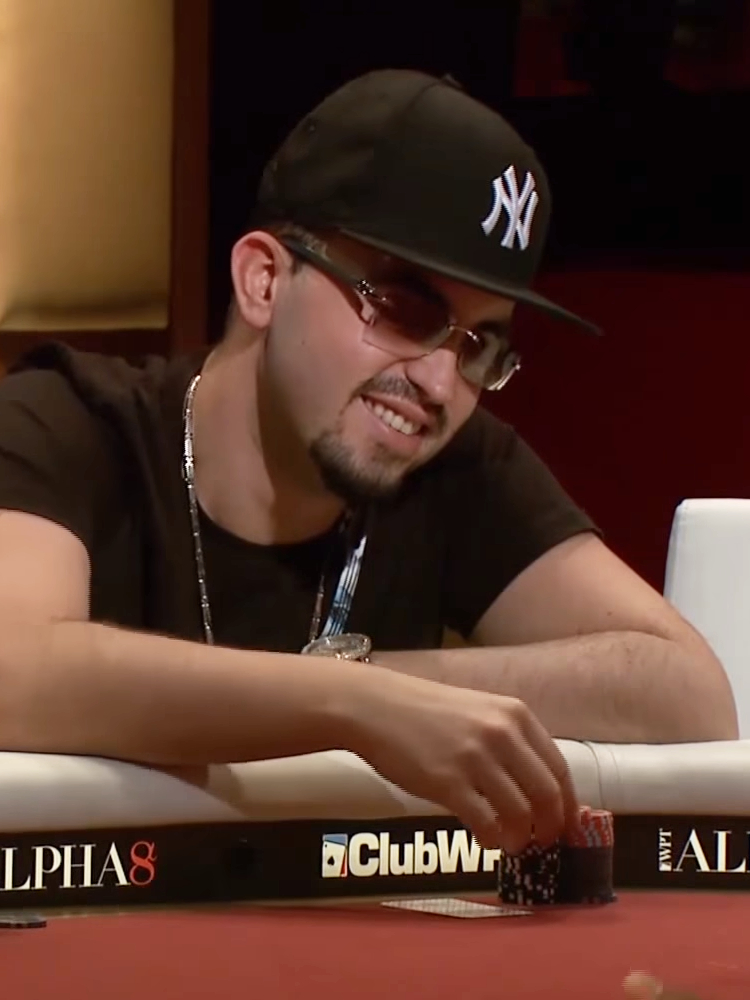
Kenney bei einem Alpha8-Event in Florida (2015)

Bei der WSOP 2014 kam Kenney Mitte Juni 2014 an zwei Finaltische und gewann darüber hinaus Anfang Juli 2014 ein Turnier der gemischten Variante 10-Game. Dafür setzte er sich gegen 444 andere Spieler durch und erhielt ein Bracelet sowie eine Siegprämie von über 150.000 US-Dollar. Von Mitte Dezember 2014 bis Mitte Januar 2015 erspielte sich der Amerikaner innerhalb eines Monats mehr als 1,5 Millionen US-Dollar, nachdem er bei High-Roller-Events zwei Finaltische am Las Vegas Strip sowie einen Finaltisch und einen elften Platz beim PCA auf den Bahamas erreicht hatte. Bei der WSOP 2015 verpasste er nur knapp den Gewinn seines zweiten Bracelets und beendete ein Event auf dem mit knapp 300.000 US-Dollar dotierten zweiten Platz. Mitte November 2015 wurde Kenney beim Super High Roller der Asia Pacific Poker Tour in Macau Dritter und erhielt umgerechnet knapp 470.000 US-Dollar. Anfang 2016 gewann er das Super-High-Roller-Turnier des PCA, bei dem er im Vorjahr bereits den dritten Platz belegt hatte. Dafür besiegte er ein Feld von 57 Spielern und sicherte sich sein bis dahin höchstes Preisgeld von über 1,6 Millionen US-Dollar. Im Aria Resort & Casino am Las Vegas Strip entschied er im März und April 2016 je einmal das Aria 25K mit Siegprämien von rund 650.000 US-Dollar für sich und erreichte Anfang Juni 2016 beim Super High Roller Bowl den Finaltisch. Beim Turnier mit einem Buy-in von 300.000 US-Dollar belegte er den sechsten Platz, der mit 800.000 US-Dollar prämiert wurde. Im November 2016 belegte Kenney beim Main Event der Triton Poker Series auf den Philippinen den zweiten Platz und sicherte sich umgerechnet rund 1,4 Millionen US-Dollar. Von April bis November 2016 spielte er zudem als Teammanager der New York Rounders an der Seite seines Bruders in der Global Poker League, verpasste mit seinem Team jedoch die Playoffs.
Insgesamt lagen Kenneys kumulierte Turnierpreisgelder bis Jahresende 2016 bei knapp 12 Millionen US-Dollar.

#### 2017–2018: Gewinn des EPT Super High Roller und Weltranglistenerster
Im Januar 2017 entschied der Amerikaner beim PCA auf den Bahamas innerhalb von drei Tagen zwei Turniere für sich und sicherte sich während der Turnierserie Preisgelder von insgesamt über 1,7 Millionen US-Dollar. Ende April 2017 gewann er das Super High Roller der PokerStars Championship (PSC) in Monte-Carlo und erhielt dafür eine Siegprämie von knapp 1,8 Millionen Euro. Nach zwei Finaltischen bei der PSC in Barcelona übernahm Kenney am 23. August 2017 erstmals die Führung der Pokerweltrangliste und hielt diese bis zum 29. November 2017 für 14 Wochen in Serie. Mitte September 2017 setzte er sich beim dritten Event der Poker Masters im Aria Resort & Casino durch und erhielt ein Preisgeld von 960.000 US-Dollar. Mit Gewinnen von über einer Million US-Dollar aus den fünf Events der Turnierserie belegte Kenney im Rennen um das Purple Jacket™ als erfolgreichster Spieler den zweiten Platz hinter Steffen Sontheimer. Insgesamt erspielte sich Kenney im Jahr 2017 mehr als 8,5 Millionen US-Dollar durch Turnierpoker, so viel wie kein anderer Spieler. Das vom Global Poker Index errechnete Ranking des Player of the Year führte er ebenfalls lange an und wurde erst Mitte Dezember 2017 von Adrián Mateos auf den zweiten Platz verwiesen. Dafür erhielt er Ende Februar 2018 bei den American Poker Awards in Los Angeles die Auszeichnung als American Player of the Year. Beim PCA Super High Roller erreichte Kenney im Januar 2018 zum vierten Mal in Folge den Finaltisch und erhielt knapp 700.000 US-Dollar für seinen dritten Rang. Im März 2018 belegte er beim Super High Roller Bowl China in Macau den fünften Platz, der mit umgerechnet knapp 1,5 Millionen US-Dollar bezahlt wurde. Mitte April 2018 wurde er beim €100k Super High Roller der partypoker Millions in Barcelona Fünfter und sicherte sich 340.000 Euro. Bei der WSOP 2018 belegte Kenney beim 100.000 US-Dollar teuren High-Roller-Event den fünften Platz, der ihm knapp 650.000 US-Dollar einbrachte.
Insgesamt hatte sich Kenney bis Jahresende 2018 Turniergewinne von mehr als 25 Millionen US-Dollar erspielt.

#### 2019: Rekordpreisgelder und Sprung auf Platz 1 der Geldrangliste
Anfang Februar 2019 gewann Kenney das Main Event der Aussie Millions Poker Championship in Melbourne und erhielt aufgrund eines Deals mit zwei anderen Spielern ein Preisgeld von knapp 1,3 Millionen Australischen Dollar. Zwei Wochen später setzte er sich auch beim siebten Event der US Poker Open im Aria Resort & Casino durch und sicherte sich eine Siegprämie von 450.000 US-Dollar. Anfang März 2019 belegte der Amerikaner beim dritten Event der Triton Series im südkoreanischen Jeju-do den vierten Platz, der mit umgerechnet rund 500.000 US-Dollar bezahlt wurde. Drei Tage später wurde er beim Main Event der Serie Zweiter und erhielt aufgrund eines Deals mit Timothy Adams ein Preisgeld von umgerechnet mehr als 3 Millionen US-Dollar. Im Mai 2019 gewann Kenney innerhalb von drei Tagen zwei Turniere der Triton Series im montenegrinischen Budva, was ihm Preisgelder von umgerechnet mehr als 4 Millionen US-Dollar einbrachte. Im Rahmen der 50. Austragung der World Series of Poker wurde er im Juni 2019 als einer der 50 besten Spieler der Pokergeschichte genannt. Anfang August 2019 erreichte der Amerikaner beim Triton Million for Charity in London, dem mit einem Buy-in von einer Million Pfund bisher teuersten Pokerturnier weltweit, den Finaltisch. Dort belegte er nach verlorenem Heads-Up gegen Aaron Zang den zweiten Platz, erhielt jedoch aufgrund eines Deals das bisher höchste bei einem Pokerturnier ausgeschüttete Preisgeld von umgerechnet mehr als 20,5 Millionen US-Dollar. Damit übernahm Kenney die Führung in der All Time Money List, die er anschließend bis Dezember 2021 hielt.
Kenneys Turniergewinne im Jahr 2019 lagen bei über 30 Millionen US-Dollar, womit er sich das mit Abstand meiste Preisgeld aller Pokerspieler erspielte und seine Gesamtgewinne auf rund 56 Millionen US-Dollar schraubte. Damit stellte er einen neuen Rekord für Turniergewinne innerhalb eines Kalenderjahres auf und übertraf die bisherige Rekordmarke von 25,4 Millionen US-Dollar, die Justin Bonomo im Jahr 2018 gewonnen hatte.

#### 2020–2022: Weniger Turnierresultate aufgrund der COVID-19-Pandemie
Nach einem vierten Platz bei der A$100.000 Challenge der Aussie Millions im Januar 2020 erreichte Kenney aufgrund der COVID-19-Pandemie, die die Live-Pokerszene ab März 2020 weitestgehend zum Erliegen brachte, anschließend für über anderthalb Jahre keine weitere Geldplatzierung. Ende November 2021 belegte er beim High Roller der Rock ’N’ Roll Poker Open in Hollywood, Florida, den mit über 500.000 US-Dollar dotierten zweiten Platz. Nachdem er Anfang Dezember 2021 von Justin Bonomo als Spieler mit der höchsten Summe an erspielten Turnierpreisgeldern verdrängt worden war, setzte sich Kenney Anfang Februar 2022 wieder für fünf Monate an die Spitze.
Zum Jahresende 2022 lagen seine Turniergewinne bei über 57 Millionen US-Dollar, womit er zu diesem Zeitpunkt knapp 2 Millionen US-Dollar weniger als Bonomo aufzuweisen hatte.

#### 2023: Sieg beim Luxon Invitational London
Bei der mittlerweile im Horseshoe Las Vegas und Paris Las Vegas ausgespielten WSOP 2023 erzielte Kenney zwei Geldplatzierungen, dabei wurde er Zweiter der Seven Card Stud Hi-Lo Championship. Anfang August 2023 gewann er das Luxon Invitational, ein 250.000 US-Dollar teures Einladungsturnier der Triton Series in London. Der Amerikaner setzte sich gegen ein 91-köpfiges Teilnehmerfeld durch und wurde mit einem Hauptpreis von 6,86 Millionen US-Dollar prämiert. Damit überholte er Justin Bonomo wieder in der All Time Money List.

#### Preisgeldübersicht
Kenney ist mit über 65 Millionen US-Dollar an erspielten Turnierpreisgeldern der erfolgreichste Pokerspieler weltweit. Darüber hinaus gewann er bei der PokerStars Championship, dem PokerStars Caribbean Adventure sowie der Triton Poker Series jeweils das meiste Preisgeld aller Spieler.
| Jahr   | Preisgeld (in $) | Turniersiege |
| ------ | ---------------- | ------------ |
| 2007   | 71.387           | 0            |
| 2008   | 83.497           | 0            |
| 2009   | 66.386           | 0            |
| 2010   | 569.008          | 0            |
| 2011   | 1.195.492        | 1            |
| 2012   | 487.656          | 1            |
| 2013   | 845.141          | 1            |
| 2014   | 1.281.367        | 2            |
| 2015   | 2.099.904        | 1            |
| 2016   | 5.207.847        | 3            |
| 2017   | 8.505.896        | 5            |
| 2018   | 5.269.289        | 2            |
| 2019   | 30.321.411       | 5            |
| 2020   | 399.221          | 0            |
| 2021   | 705.360          | 0            |
| 2022   | 113.000          | 0            |
| 2023   | 7.894.017        | 1            |
| 2024   | 0                | 0            |
| gesamt | 65.115.879       | 22           |